# Suimanga magnífic
El suimanga magnífic (Aethopyga magnifica) és un ocell de la família dels nectarínids (Nectariniidae).

## Hàbitat i distribució
Habita boscos, clars, vegetació secundària i terres de conreu de les Illes Filipines de Tablas, Sibuyan, Panay, Negros, Cebú.

## Taxonomia
Ha estat considerat una subespècie del suimanga escarlata (Aethopyga siparaja), però avui es consideren espècies diferents.